# Bela Vista (Osasco)
Bela Vista  é um bairro localizado em Osasco, São Paulo, Brasil. Delimitado ao Norte com o bairro Vila Osasco; a Leste com os bairros Centro e Umuarama; Ao Sul com o bairro Jaguaribe; Leste, com o bairro Cipava. Loteamentos do Bela Vista são Jardim Bela Vista; Vila Nova Osasco; Vila Aliança; Jardim São Miguel; Jardim Ypê; Vila Sabará; Jardim Água Boa; Vila Floriano e Jardim Aliança II.

## Formação
O bairro iniciou-se  na década de 30 do século XX. De início era um território concedido por Antonio Agù para famílias carentes da época.  Porém na década de 60, após a emancipação de Osasco , o bairro entrou num intenso estágio de desenvolvimento e que segue até hoje.

## Principais vias

### Avenidas
- Avenida Santo Antônio

- Avenida Analice Sakatauskas
- Avenida Júlio Mesquita
- Avenida Monte Ararati
- Avenida Antônio Carlos da Costa[1]
- Avenida Alberto Santos Dumont

### Ruas
- Rua Líbero Carnicelli[2][1]

## Educação

### Escolas públicas
- Creche Seraphina Bissolatti
- EMEI Estevão Brett
- EMEF José Martiniano de Alencar[1]
- EE Laerte José dos Santos
- EE Vicente Peixoto
- EE Profa Glória Azedia Bonetti (Independencia)

Escolas particulares
- Sunrise School Educação Bilíngue
- Colégio Nossa Senhora Da Misericódia

## Esportes
- Centro Esportivo Vicente Batista de Carvalho Filho (Petrolhão)[1]

## Saúde
- UBS Santa Maria Goretti[1]

## Dados da segurança pública do bairro
| Ocorrências de 2004           | Números | Porcentagem % |
| ----------------------------- | ------- | ------------- |
| Homicídio doloso              | 1       | 0,40          |
| Tentativa de homicídio doloso | 4       | 1,58          |
| Tentativa de estupro          | 2       | 0,79          |
| Tráfico de entorpecentes      | 1       | 0,40          |
| Furto                         | 65      | 25,69         |
| Roubo                         | 73      | 28,85         |
| Roubo de veículos             | 43      | 17,00         |
| Furto de veículos             | 63      | 24,90         |
| Total Ocorrências             | 253     | 100,0         |

Fonte - Secretaria de Gestão Estratégica – Pesquisa - 2005